# Clasificación de Asia para los Juegos Olímpicos de Seúl 1988
La Clasificación de Asia para los Juegos Olímpicos de Seúl 1988 se jugó del 27 de febrero de 1987 al 15 de enero de 1988 y contó con la participación de 20 selecciones para definir a 2 clasificados para los Juegos Olímpicos de Seúl 1988.

## Zona Occidental

### Primera Ronda

#### Grupo 1
Los partidos se jugaron en Riad, Arabia Saudita del 16 de abril al 26 de abril de 1987.
| País           | Pts | J | G | E | P | GF | GC | GD |
| -------------- | --- | - | - | - | - | -- | -- | -- |
| Arabia Saudita | 8   | 4 | 4 | 0 | 0 | 8  | 1  | +7 |
| Baréin         | 2   | 4 | 1 | 0 | 3 | 4  | 6  | -2 |
| Omán           | 2   | 4 | 1 | 0 | 3 | 2  | 7  | -5 |

| Equipo 1       | Resultado | Equipo 2       |
| -------------- | --------- | -------------- |
| Baréin         | 2–0       | Omán           |
| Arabia Saudita | 2–0       | Omán           |
| Arabia Saudita | 2–0       | Baréin         |
| Omán           | 2-1       | Baréin         |
| Omán           | 0-3       | Arabia Saudita |
| Baréin         | 1-2       | Arabia Saudita |

#### Grupo 2
| País                   | Pts | J | G | E | P | GF | GC | GD |
| ---------------------- | --- | - | - | - | - | -- | -- | -- |
| Irak                   | 7   | 4 | 3 | 1 | 0 | 8  | 2  | +6 |
| Emiratos Árabes Unidos | 4   | 4 | 1 | 2 | 1 | 5  | 5  | 0  |
| Jordania               | 1   | 4 | 0 | 1 | 3 | 2  | 8  | -6 |

| Equipo 1               | Resultado | Equipo 2               |
| ---------------------- | --------- | ---------------------- |
| Irak                   | 1-1       | Emiratos Árabes Unidos |
| Jordania               | 1-1       | Emiratos Árabes Unidos |
| Emiratos Árabes Unidos | 3–0       | Jordania               |
| Jordania               | 1-2       | Irak                   |
| Irak                   | 2-0       | Jordania               |
| Emiratos Árabes Unidos | 0-3       | Irak                   |

#### Grupo 3
Yemen del Sur abandonó el torneo por diferencias entre directivos con varios jugadores. Ambos partidos se jugaron en Doha, Catar, el 17 de abril y el 24 de abril de 1987.
| Equipo 1 | Agr. | Equipo 2 | Ida | Vuelta |
| -------- | ---- | -------- | --- | ------ |
| Qatar    | 2-1  | Siria    | 2–0 | 0–1    |

#### Grupo 4
Yemen del Norte abandonó el torneo. Ambos partidos se jugaron en Doha, Catar, el 27 de febrero y el 6 de marzo de 1987.
| Equipo 1 | Agr.     | Equipo 2 | Ida | Vuelta |
| -------- | -------- | -------- | --- | ------ |
| Irán     | 2-2 (v.) | Kuwait   | 2–1 | 0–1    |

### Segunda Ronda
| País           | Pts | J | G | E | P | GF | GC | GD |
| -------------- | --- | - | - | - | - | -- | -- | -- |
| Irak           | 8   | 6 | 3 | 2 | 1 | 10 | 5  | +5 |
| Kuwait         | 7   | 6 | 2 | 3 | 1 | 3  | 2  | +1 |
| Catar          | 5   | 6 | 1 | 3 | 2 | 4  | 8  | -4 |
| Arabia Saudita | 4   | 6 | 0 | 4 | 2 | 2  | 4  | -2 |

| 4 de diciembre de 1987 | Arabia Saudita | 0 - 0   | Irak | Prince Faisal bin Fahd Stadium, Riad |  |
|                        |                | Reporte |      |                                      |  |

| 4 de diciembre de 1987 | Catar | 0 - 0 | Kuwait | Khalifa International Stadium, Doha |  |
|                        |       |       |        | Asistencia: 15,000 espectadores     |  |

| 11 de diciembre de 1987 | Catar             | 1 - 3   | Irak                                 | Khalifa International Stadium, Doha |  |
|                         | Salman 17' (pen.) | Reporte | Saeed 41' · Hussein 59' · Hashim 89' |                                     |  |

| 11 de diciembre de 1987 | Kuwait        | 1 - 0 | Arabia Saudita | Al-Sadaqua Walsalam Stadium, Kuwait City |  |
|                         | Al-Ghanim 49' |       |                |                                          |  |

| 18 de diciembre de 1987 | Kuwait                      | 2 - 1   | Irak       | Al-Sadaqua Walsalam Stadium, Kuwait City |  |
|                         | Sulaiman 6' · Al-Hajeri 22' | Reporte | Allawi 65' |                                          |  |

| 18 de diciembre de 1987 | Arabia Saudita | 1 - 1 | Catar     | Prince Faisal bin Fahd Stadium, Riad |  |
|                         | Jamel 48'      |       | Ahmed 61' |                                      |  |

| 1 de enero de 1988 | Irak              | 1 - 1   | Arabia Saudita | Sultan Qaboos Sports Complex, Mascate, Omán |                          |
|                    | Shaker 51' (pen.) | Reporte | Abdullah 55'   | Árbitro(s): Ismail Yacob                    | Árbitro(s): Ismail Yacob |

| 1 de enero de 1988 | Kuwait | 0 - 0 | Catar | Al-Sadaqua Walsalam Stadium, Kuwait City |  |
|                    |        |       |       | Árbitro(s): Jamal Al-Sharif              |  |

| 8 de enero de 1988 | Irak                                   | 4 - 1   | Catar    | Sultan Qaboos Sports Complex, Mascate, Omán |                          |
|                    | Jafar 9' 76' · Radhi 16' · Hussein 17' | Reporte | Saad 87' | Árbitro(s): Zhong Bohong                    | Árbitro(s): Zhong Bohong |

| 8 de enero de 1988 | Arabia Saudita | 0 - 0 | Kuwait | Prince Faisal bin Fahd Stadium, Riad |  |
|                    |                |       |        | Árbitro(s): Toshikazu Sano           |  |

| 15 de enero de 1988 | Irak       | 1 - 0   | Kuwait | Sultan Qaboos Sports Complex, Mascate, Omán |                        |
|                     | Allawi 22' | Reporte |        | Árbitro(s): Ahmad Bash                      | Árbitro(s): Ahmad Bash |

| 15 de enero de 1988 | Catar     | 1 - 0 | Arabia Saudita | Khalifa International Stadium, Doha |                                  |
|                     | Ahmed 66' |       |                | Árbitro(s): Ahmed Jassim Mohamed    | Árbitro(s): Ahmed Jassim Mohamed |

## Zona Oriental

### Primera Ronda

#### Grupo 1
India abandonó el torneo por la interferencia del gobierno luego de la participación en los Juegos Asiáticos de 1986. Ambos partidos se jugaron en Katmandú el 25 y 28 de abril de 1987.
| Equipo 1 | Agr. | Equipo 2 | Ida | Vuelta |
| -------- | ---- | -------- | --- | ------ |
| Pakistán | 2–3  | Nepal    | 2–2 | 0–1    |

#### Grupo 2
Corea del Norte fue descalificado por rehusarse a jugar los partidos de clasificación argumentando que merecían clasificar directamente a los Juegos Olímpicos de Seúl 1988 al ser Corea del Sur el país organizador. FIFA descalificó a Corea del Norte y al pago de una multa. Los partidos se jugaron en Kuala Lumpur el 14 y 18 de marzo de 1987.
| Equipo 1 | Agr. | Equipo 2  | Ida | Vuelta |
| -------- | ---- | --------- | --- | ------ |
| Malasia  | 2–3  | Tailandia | 0-1 | 2-2    |

#### Grupo 3
| País      | Pts                | J                  | G                  | E                  | P                  | GF                 | GC                 | GD                 |
| --------- | ------------------ | ------------------ | ------------------ | ------------------ | ------------------ | ------------------ | ------------------ | ------------------ |
| Japón     | 8                  | 4                  | 4                  | 0                  | 0                  | 7                  | 1                  | +6                 |
| Singapur  | 2                  | 4                  | 1                  | 0                  | 3                  | 3                  | 4                  | -1                 |
| Indonesia | 2                  | 4                  | 1                  | 0                  | 3                  | 3                  | 8                  | -5                 |
| Brunéi    | Abandonó el torneo | Abandonó el torneo | Abandonó el torneo | Abandonó el torneo | Abandonó el torneo | Abandonó el torneo | Abandonó el torneo | Abandonó el torneo |

| Equipo 1  | Resultado | Equipo 2  |
| --------- | --------- | --------- |
| Singapur  | 2-0       | Indonesia |
| Japón     | 3-0       | Indonesia |
| Japón     | 2–0       | Singapur  |
| Indonesia | 2-1       | Singapur  |
| Singapur  | 0-1       | Japón     |
| Indonesia | 1-2       | Japón     |

#### Grupo 4
| País      | Pts | J | G | E | P | GF | GC | GD  |
| --------- | --- | - | - | - | - | -- | -- | --- |
| China     | 7   | 4 | 3 | 1 | 0 | 20 | 0  | +20 |
| Hong Kong | 5   | 4 | 2 | 1 | 1 | 12 | 1  | +11 |
| Filipinas | 0   | 4 | 0 | 0 | 4 | 0  | 31 | -31 |

| Equipo 1  | Resultado | Equipo 2  |
| --------- | --------- | --------- |
| Filipinas | 0-5       | Hong Kong |
| Filipinas | 0-9       | China     |
| China     | 10–0      | Filipinas |
| Hong Kong | 0-0       | China     |
| Hong Kong | 7-0       | Filipinas |
| China     | 1-0       | Hong Kong |

### Segunda Ronda
Nepal decidió jugar de local en el país de su oponente.
| País      | Pts | J | G | E | P | GF | GC | GD  |
| --------- | --- | - | - | - | - | -- | -- | --- |
| China     | 10  | 6 | 5 | 0 | 1 | 25 | 1  | +24 |
| Japón     | 9   | 6 | 4 | 1 | 1 | 16 | 2  | +14 |
| Tailandia | 5   | 6 | 2 | 1 | 3 | 5  | 5  | 0   |
| Nepal     | 0   | 6 | 0 | 0 | 6 | 1  | 39 | -38 |

| 2 de septiembre de 1987 | Tailandia | 0 - 0 | Japón | Suphachalasai Stadium, Bangkok                                     |  |
|                         |           |       |       | Asistencia: 25 000 espectadores Árbitro(s): Othman Omar Kamaluddin |  |

| 15 de septiembre de 1987 | Nepal | 0 - 5 | Japón                                                              | Olímpico, Tokio                                         |                                                         |
|                          |       |       | Okudera 16' · Tezuka 18' · Kato 20' · Matsuura 74' · Matsuyama 82' | Asistencia: 11 000 espectadores Árbitro(s): Chi Sing Au | Asistencia: 11 000 espectadores Árbitro(s): Chi Sing Au |

| 18 de septiembre de 1987 | Japón                                                                      | 9 - 0 | Nepal | Olímpico, Tokio                                                 |                                                                 |
|                          | Matsuura 2' 21' 70' · Kaneko 9' · Hara 26' 28' 32' · Kato 43' · Echigo 83' |       |       | Asistencia: 6000 espectadores Árbitro(s): Thompson Chan Tam-Sun | Asistencia: 6000 espectadores Árbitro(s): Thompson Chan Tam-Sun |

| 23 de septiembre de 1987 | Nepal | 0 - 8   | China                                                                             | Wulihe Stadium, Shenyang  |                           |
|                          |       | Reporte | Wang Baoshan 14' 41' 78' · Li Hui 44' 47' 88' (pen.) · Zhu Ping 56' · Duan Ju 76' | Árbitro(s): Hadi Dezfully | Árbitro(s): Hadi Dezfully |

| 26 de septiembre de 1987 | Japón        | 1 - 0 | Tailandia | Olímpico, Tokio                                          |                                                          |
|                          | Mizunuma 34' |       |           | Asistencia: 15 000 espectadores Árbitro(s): Choi Gil-soo | Asistencia: 15 000 espectadores Árbitro(s): Choi Gil-soo |

| 26 de septiembre de 1987 | China | 12 - 0  | Nepal | Wulihe Stadium, Shenyang    |                             |
|                          | Duan Ju 2' 52' · Ma Lin 18' 82' · Jia Xiuquan 22' 46' · Tang Yaodong 40' · Wang Baoshan 47' 50' 76' · Li Hui 55' · Mai Chao 85' | Reporte |       | Árbitro(s): Mohammad Riyahi | Árbitro(s): Mohammad Riyahi |

| 1 de octubre de 1987 | Tailandia                       | 3 - 0 | Nepal | Estadio Suphachalasai, Bangkok |  |
|                      | Pichitpol 53' 80' · Vithoon 78' |       |       |                                |  |

| 4 de octubre de 1987 | Nepal        | 1 - 2   | Tailandia       | Estadio Suphachalasai, Bangkok |  |
|                      | Shrestha 28' | Reporte | Blontop 46' 68' |                                |  |

| 4 de octubre de 1987 | China | 0 - 1   | Japón    | Tianhe Stadium, Cantón                                        |                                                               |
|                      |       | Reporte | Hara 21' | Asistencia: 60 000 espectadores Árbitro(s): Maidin Bin-Singah | Asistencia: 60 000 espectadores Árbitro(s): Maidin Bin-Singah |

| 11 de octubre de 1987 | Tailandia | 0 - 1   | China      | Estadio Suphachalasai, Bangkok    |                                   |
|                       |           | Reporte | Ma Lin 19' | Árbitro(s): Farouk Towfiq Mustafa | Árbitro(s): Farouk Towfiq Mustafa |

| 18 de octubre de 1987 | China                             | 2 - 0   | Tailandia | Yuexiushan Stadium, Cantón |  |
|                       | Liu Haiguang 1' · Tang Yaodong 5' | Reporte |           |                            |  |

| 26 de octubre de 1987 | Japón | 0 - 2   | China                               | Olímpico, Tokio                                             |                                                             |
|                       |       | Reporte | Liu Haiguang 37' · Tang Yaodong 82' | Asistencia: 50 000 espectadores Árbitro(s): Jamal Al-Sharif | Asistencia: 50 000 espectadores Árbitro(s): Jamal Al-Sharif |

## Clasificados
- Corea del Sur (anfitrión)
- Irak
- China